# Carburo di silicio
Il carburo di silicio, chiamato talvolta impropriamente col nome commerciale carborundum, è un composto chimico binario 1:1 del silicio con il carbonio, avente formula minima SiC. È un solido covalente non molecolare: se estremamente puro, appare come cristalli trasparenti incolori, ma il colore è molto sensibile a livelli anche minimi di impurezze: più spesso appaiono colorati in giallo, verde o azzurro.
Il carburo di silicio è anche un materiale ceramico, con strutture cristalline in cui ogni atomo C, ibridato sp3, è legato con 4 atomi Si posti ai vertici di un tetraedro regolare, e analogamente per ogni atomo Si (anch'esso ibridato sp3), circondato da 4 atomi C; la lunghezza del legame Si−C è di 189 pm, intermedia tra i 154 pm di C−C nel diamante e i 235,2 pm di  Si−Si nel silicio.
Oltre a varie forme amorfe, alcune ottenute anche con grado di purezza elettronico, del carburo di silicio si conoscono tre strutture cristalline: una cubica, analoga alla sfalerite (simile al diamante nella comune forma cubica) e due esagonali del tipo della wurtzite. È anche un semiconduttore ad alto band-gap (indiretto, come per il silicio), che può essere drogato sia di tipo n (con azoto o fosforo) che di tipo p (con berillio, boro, alluminio o gallio).
Ha una durezza molto elevata, intermedia tra il corindone e il diamante (9,2-9,5). Il suo modulo di compressibilità tipico non supera i 30 GPa, per cui non è classificato tra i materiali superduri.
Industrialmente, viene ottenuto per sintesi dagli elementi, ma esiste anche in natura sotto forma del rarissimo minerale moissanite.

## In natura
La moissanite si trova solo in piccolissime quantità in alcuni tipi di meteorite e all'interno di depositi di corindone e kimberlite. Praticamente tutto il carburo di silicio venduto nel mondo, tra cui vi sono anche i gioielli di moissanite, è sintetico. La moissanite naturale è stata trovata in piccolissime quantità per la prima volta nel 1893 all'interno della meteorite Canyon Diablo in Arizona dal chimico Ferdinand Henri Moissan, da cui il nome del materiale.
La scoperta di Moissan, cioè della presenza in natura del SiC, fu inizialmente contestata perché i suoi campioni potevano essere stati contaminati dalle lame di carburo di silicio che erano già presenti sul mercato in quel periodo. Analisi dei grani di SiC trovati nel meteorite Murchison, una condrite carbonacea, hanno rivelato un rapporto isotopico anomalo di carbonio e di silicio, con l'indicazione che l'origine del meteorite stesso è al di fuori del sistema solare. Il 99% di questi grani di SiC hanno origine nei pressi nel gruppo di stelle ricche di carbonio chiamato Asymptotic Giant Branch (Ramo Gigante Asintotico). SiC è trovato per lo più nei pressi di queste stelle, come si desume dai loro spettri infrarossi.
Mentre è molto raro sulla Terra, il carburo di silicio è molto comune nello spazio. Si tratta di una forma comune di polvere interstellare che si trova nei pressi di stelle ricche di carbonio. Il carburo di silicio trovato nello spazio e nelle meteoriti è quasi esclusivamente nella forma beta. Inoltre si suppone che possa costituire il mantello dei pianeti costituiti principalmente da carbonio.

## Morfologia
La moissanite si rinviene in cristalli appiattiti esagonali fino a 5 mm. Sono conosciuti 74 politipi diversi di carburo di silicio ma in natura ne sono stati finora trovati solo otto (2H, 3C, 4H, 5H, 6H, 10R, 15R, 33R).

## Prima sintesi
Il materiale è stato prodotto per la prima volta dallo statunitense Acheson nel 1893, che ha sviluppato un forno elettrico per produrre SiC, ancora oggi utilizzato. Costituì anche la Società Carborundum per la produzione di SiC, inizialmente destinato ad essere utilizzato come abrasivo in applicazioni industriali. Nel 1900 la società si fuse con la Electric Smelting and Aluminum Company, ma proprio in quel momento gli venne imposto dal tribunale di ridurre immediatamente la produzione di minerali attraverso l'uso del forno incandescente. Si dice che Acheson stesse cercando di sciogliere il carbonio nel corindone fuso quando si accorse della presenza di cristalli blu-neri molto duri, che credeva essere un composto di carbonio e corindone: da qui il nome carborundum. Forse chiamò il materiale "carborundum" anche per analogia col corindone, altra sostanza molto dura (9 sulla scala di Mohs).

## Produzione
Data la rarità in natura della moissanite, il carburo di silicio è prodotto artificialmente. Il suo impiego più comune è quello di abrasivo. Più di recente lo si è utilizzato come semiconduttore e come sostituto del diamante in gioielli di qualità. Il processo di fabbricazione più semplice combina sabbia silicea e coke granulato in un forno elettrico con resistenza di grafite ad alta temperatura (tra i 1600 e i 2500 °C). 
Il materiale formato varia in purezza, a seconda della distanza dalla resistenza in grafite. Vicino alla resistenza si trovano i cristalli più puri che sono incolori, giallo pallido o verdi. Il colore varia da blu a nero mano a mano che ci si allontana dalla resistenza, e questi cristalli sono meno puri. Azoto e alluminio sono le impurità più comuni, e influenzano la conducibilità elettrica del SiC.
Carburo di silicio puro può essere ottenuto tramite il più costoso processo di deposizione chimica da vapore (CVD). Monocristalli di dimensioni maggiori sono commercialmente ottenuti con il metodo di trasporto fisico del vapore, noto come metodo modificato di Lely.
Carburo di silicio puro può anche essere preparato dalla decomposizione termica di un polimero, il polimetilsilossilano, in atmosfera inerte a basse temperature. Rispetto al processo di CVD, il metodo di pirolisi è vantaggioso perché il polimero può essere sintetizzato in varie forme prima di essere trasformato in materiale ceramico.

## Proprietà

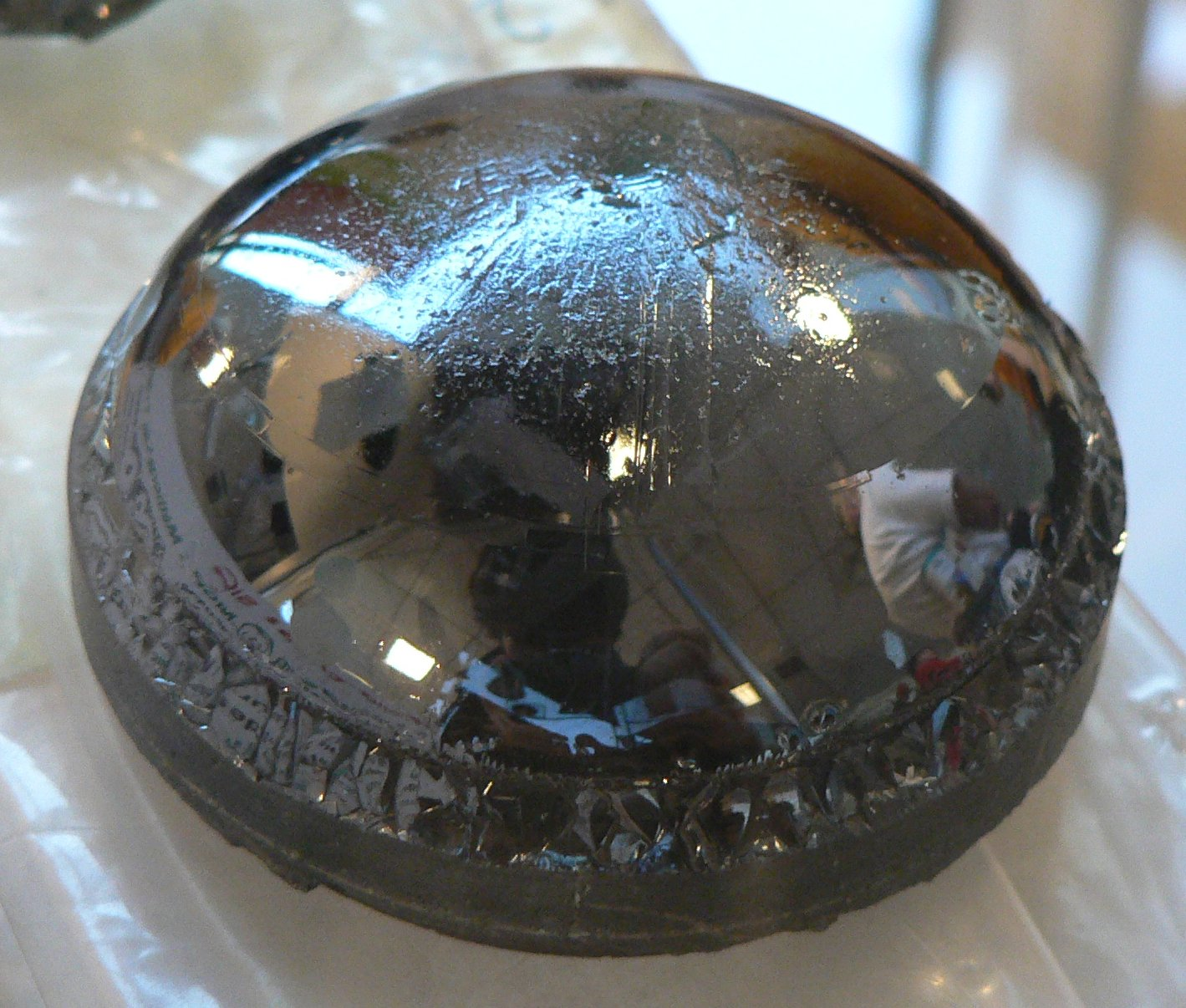
Monoristallo di carburo di silicio prodotto da uno dei laboratori Minatec di Grenoble.

Il carburo di silicio esiste in almeno 70 forme cristalline.
Il più comune è l'alfa-SiC (ASIC): si forma a temperature superiori ai 2000 °C ed ha una struttura cristallina esagonale (simile alla wurtzite). 
La forma beta ha una struttura cristallina cubica a facce centrate (simile alla blenda) e si forma a temperature inferiori ai 2000 °C. La struttura è indicata nella figura. Fino a poco tempo fa la forma beta ha avuto pochi impieghi commerciali, anche se vi è ora un crescente interesse per il suo uso come supporto per catalizzatori eterogenei, a causa della superficie maggiore a parità di peso rispetto alla forma alfa.
Il suo peso specifico di 3,2 g/cm³, e l'alta temperatura di sublimazione (circa 2700 °C) lo rendono utile per costruire cuscinetti e parti di forni. Il carburo di silicio non fonde ad alcuna pressione conosciuta. È anche molto inerte dal punto di vista chimico. È molto interessante come materiale semiconduttore: la sua elevata conducibilità termica e il suo alto valore della massima densità di corrente lo rendono uno dei materiali più promettenti rispetto al silicio per dispositivi ad alta potenza. Inoltre, ha un forte accoppiamento alle microonde, che assieme all'alto punto di sublimazione, permettono un uso pratico per il riscaldamento e la fusione dei metalli. SiC ha anche un bassissimo coefficiente di dilatazione termica.
SiC puro è incolore. Il colore dal marrone al nero del prodotto industriale è il risultato di impurità di ferro. La lucentezza dei cristalli che scompongono la luce nei colori dell'arcobaleno è dovuta all'auto passivazione del materiale che si ricopre di un sottile strato di SiO2.

## Applicazioni

### Semiconduttori
L'α-SiC puro è un semiconduttore intrinseco con band gap di 3,28 eV (4H) e 3,03 eV (6H), rispettivamente. Attualmente il carburo di silicio (SiC) trova ampia applicazione nell'industria dei semiconduttori grazie alle sue caratteristiche elettriche, che lo contraddistinguono dal silicio per le potenziali applicazioni nei dispositivi ad alta potenza, alta frequenza e alte temperature. Il limite attuale alla sua diffusione è dato dalla qualità del materiale di partenza, o meglio, dei substrati lavorati per arrivare al dispositivo finale. Per la tecnologia dei dispositivi a semiconduttore basati sul silicio sono disponibili substrati, i cosiddetti wafer, dal diametro superiore ai 12" (30,48 cm), di elevata purezza e ottima qualità cristallografica, con densità di difetti oramai trascurabile. Per il SiC invece sono disponibili wafer dal diametro non superiore ai 4" (10 cm); la densità dei difetti (in gergo tecnico micropipe, stacking fault, dislocation) è ancora troppo elevata per rendere affidabili e duraturi nel tempo i dispositivi ricavabili. La ricerca è in corso e nel 2007 l'azienda Cree ha reso disponibile wafer di carburo di silicio senza difetti di tipo micropipe. Tra l'altro il costo dei substrati influisce per più del 50% sul costo finale di un qualsiasi dispositivo al SiC, mentre per il silicio tale costo incide per meno del 5%. I substrati di carburo di silicio sono ottenuti per crescita per sublimazione o per crescita epitassiale di tipo HTCVD (High Temperature Chemical Vapour Deposition). Gli strati epitassiali sono depositati mediante CVD in reattori a parete calda in presenza miscele di adatti gas precursori, gli uni fonti di silicio e gli altri di carbonio. I dispositivi attualmente commercializzati sono i diodi Schottky, ma vi è un'ampia sperimentazione nel mondo scientifico per la messa a punto dei vari MOSFET, JFET, BJT, sensori di vario tipo, e altri ancora.
Sempre per il SiC, negli anni 1999-2000 alcuni esperimenti condotti da Rosario Claudio Mangano (dipendente di ST Microlectronics Catania), avevano lo scopo di impiantare Carbonio su Silicio, per cambiare lo strato superficiale del Silicio in Carburo di Silicio (SiC), l'esperimento riuscì, ma allora era ancora troppo presto per pensare ai dispositivi in SiC, che oggi la ST Microelectronics produce per tutte le industrie a livello mondiale.

### Parafulmini
La prima applicazione del SiC fu quella nei parafulmini: colonne riempite di questo materiale sono messe tra le linee ad alta tensione e terra. In questo modo solo se viene superato un certo valore di tensione (ad esempio nel caso in cui la linea sia colpita da un fulmine) avviene il passaggio di corrente, così che si scarichi a terra, evitando danni alla linea elettrica.
Oggi è però stato sostituito in gran parte dall'ossido di zinco.

### Rivelatore di ultravioletti
Il carburo di silicio è usato anche come un rivelatore di ultravioletti. Nikola Tesla, a cavallo del XX secolo, ha eseguito una serie di esperimenti con carborundum. La sua elettroluminescenza è stata osservata dal capitano Joseph Henry Round nel 1907 e da Oleg Vladimirovič Losev in Unione Sovietica nel 1923.

### Materiale strutturale
Negli anni 1980 e 1990, il carburo di silicio è stato studiato per la costruzione di turbine a gas ad alta temperatura negli Stati Uniti, Giappone, e in Europa. I componenti di questo materiale sono stati destinati a sostituire leghe di nichel usate nelle pale delle turbine o negli ugelli. Tuttavia nessuno di questi progetti è arrivato in produzione per la sua fragilità.

### Astronomia
La durezza e la rigidità del SiC lo renderebbero ideale nella costruzione di uno specchio astronomico, ma le difficoltà di costruzione e i prezzi elevati non lo rendono facilmente realizzabile.
Alcuni specchi astronomici sono stati prodotti per l'ESA e sono destinati al progetto GAIA partito nel 2013. Dallo stesso ente è previsto per il 2024 il lancio di EChO, in cui il SiC sarà adoperato per la costruzione dello specchio primario. Il SiC è stato utilizzato come materiale strutturale per l'ottica del telescopio montato sulla sonda New Horizons

### Abrasivi
Il carburo di silicio è molto usato come materiale per la lavorazione dei moderni lapidari, a causa della sua lunga durata. 
Nel settore manifatturiero è utilizzato per la sua durezza nei processi di lavorazione abrasiva come la frantumazione e la levigatura, in casi particolari di rettifica di pezzi metallici e nel taglio con getto d'acqua.
Particelle di carburo di silicio sono stratificate su carta per ottenere la carta vetrata e il grip sul nastro degli skateboard.

### Filtro antiparticolato Diesel
SiC è utilizzato attraverso un processo di sinterizzazione per i filtri antiparticolato delle macchine Diesel.

### Membrana ceramica
Il carburo di silicio è utilizzato per la produzione di membrane ceramiche per processi industriali.

### Utensili da taglio
Nel 1982, presso l'Oak Ridge National Laboratories, George Wei, Terry Tiegs, e Paolo Becher scoprirono un composto di ossido di alluminio e filamenti di carburo di silicio. Questo materiale si è rivelato eccezionalmente forte. Lo sviluppo di questo prodotto composito è durato solo tre anni. Nel 1985, i primi utensili da taglio commerciale costituiti da questo materiale sono stati introdotti dalla Advanced Composite Materials Corporation (ACMC) e dalla Greenleaf Corporation.

### Elemento riscaldante
Riferimenti a elementi riscaldanti di SiC esistono fin dai primi anni del XX secolo, quando furono prodotti dalla Acheson's Carborundum Co, negli Stati Uniti e dalla EKL a Berlino. Il carburo di silicio offre temperature di funzionamento maggiori rispetto ad elementi metallici, anche se la temperatura di funzionamento era inizialmente limitata dai terminali di raffreddamento ad acqua, che portavano la corrente elettrica anche alla zona calda del carburo di silicio. Successivamente i terminali non furono più uniti alla zona calda, ma supportati da pesi o molle. Temperatura di funzionamento ed efficienza furono ancora aumentate con l'uso di resistenze più basse separate dall'elemento riscaldante, di solito di diametro maggiore rispetto alla zona calda, tenute in sede solo dalla pressione meccanica. Successivamente si ottennero resistenze anche dello stesso diametro. Dal 1960 in poi sono stati prodotti in un unico pezzo, con terminali freddi creati riempiendo il volume dei pori con una lega di silicio. Un'altra tecnica per produrre un pezzo singolo è quella di tagliare una spirale oraria in un tubo omogeneo in cui la sezione che si andrà a scaldare è quella desiderata. Ulteriori sviluppi hanno portato a una maggiore resistenza all'ossidazione e all'attacco chimico mediante l'introduzione di altri elementi. Elementi di SiC sono oggi utilizzati nella fusione di metalli non ferrosi, nel trattamento termico dei metalli e del vetro, nella produzione di materiali ceramici, nei componenti elettronici, ecc.

### Applicazioni nel settore nucleare
SiC è spesso usato come uno degli strati per il rivestimento degli elementi di combustibile nucleare ad alta temperatura, nei reattori raffreddati a gas o nei reattori ad alta temperatura.
Nell'ambito della fusione nucleare sono in corso studi per l'utilizzo di compositi di carburo di silicio (fibre di SiC in matrice SiC) come materiale strutturale per alcuni progetti del reattore DEMO. In altri progetti il SiCf/SiC è utilizzato come barriera elettrica fra il litio-piombo (Pb17Li) fluente e la parte strutturale del blanket (in acciaio ferritico-martensitico). Il forte vantaggio previsto nell'utilizzo del SiCf/SiC come materiale strutturale viene dal fatto che i prodotti di attivazione di questo materiale decadono molto rapidamente, quindi la struttura diventa "hands on" in circa 100 anni.

### Gioielleria
Il carburo di silicio è utilizzato anche come gemma in gioielleria. La moissanite è simile al diamante in diversi aspetti importanti: è trasparente e dura (9, anche se un brevetto degli Stati Uniti stabilisce sia 8.5-9.0, sulla scala Mohs rispetto al 10 per diamante), con un indice di rifrazione tra 2,65 e 2,69 (rispetto a 2,42 per diamante). La moissanite è un po' più dura rispetto al comune zircone. A differenza del diamante, la moissanite è fortemente birifrangente. Questa qualità è utilizzabile in alcune applicazioni ottiche, ma non per le pietre preziose. Per questo motivo, i gioielli sono tagliati lungo l'asse ottico del cristallo birifrangente per ridurne al minimo gli effetti. È più leggero (densità 3,22 vs 3,56), e molto più resistente al calore. Ne risulta una pietra di una maggiore lucentezza, con sfaccettature nitide e di buona resistenza. Le pietre di moissanite possono essere immesse direttamente negli stampi degli anelli; infatti a differenza del diamante, che brucia a 800 °C, la moissanite rimane intatta fino a temperature di 1800 °C, circa due volte il punto di fusione dell'oro 18k.
La moissanite è uno dei più diffusi sostituti del diamante, e può facilmente trarre in inganno, anche per la sua conducibilità termica che è la più vicina a quella del diamante fra tutti i suoi sostituti. Essa può essere distinta da un diamante per la sua birinfrangenza e un colore lievemente verde, giallo, grigio e per la fluorescenza sotto luce ultravioletta.

### Pirometria con filamento sottile
È una tecnica molto particolare ed efficace per misurare la temperatura di un gas attraverso l'uso di filamenti molto sottili di SiC (15 micrometri). In pratica l'emissione luminosa del filamento è correlata alla temperatura del gas.

### Industria siderurgica

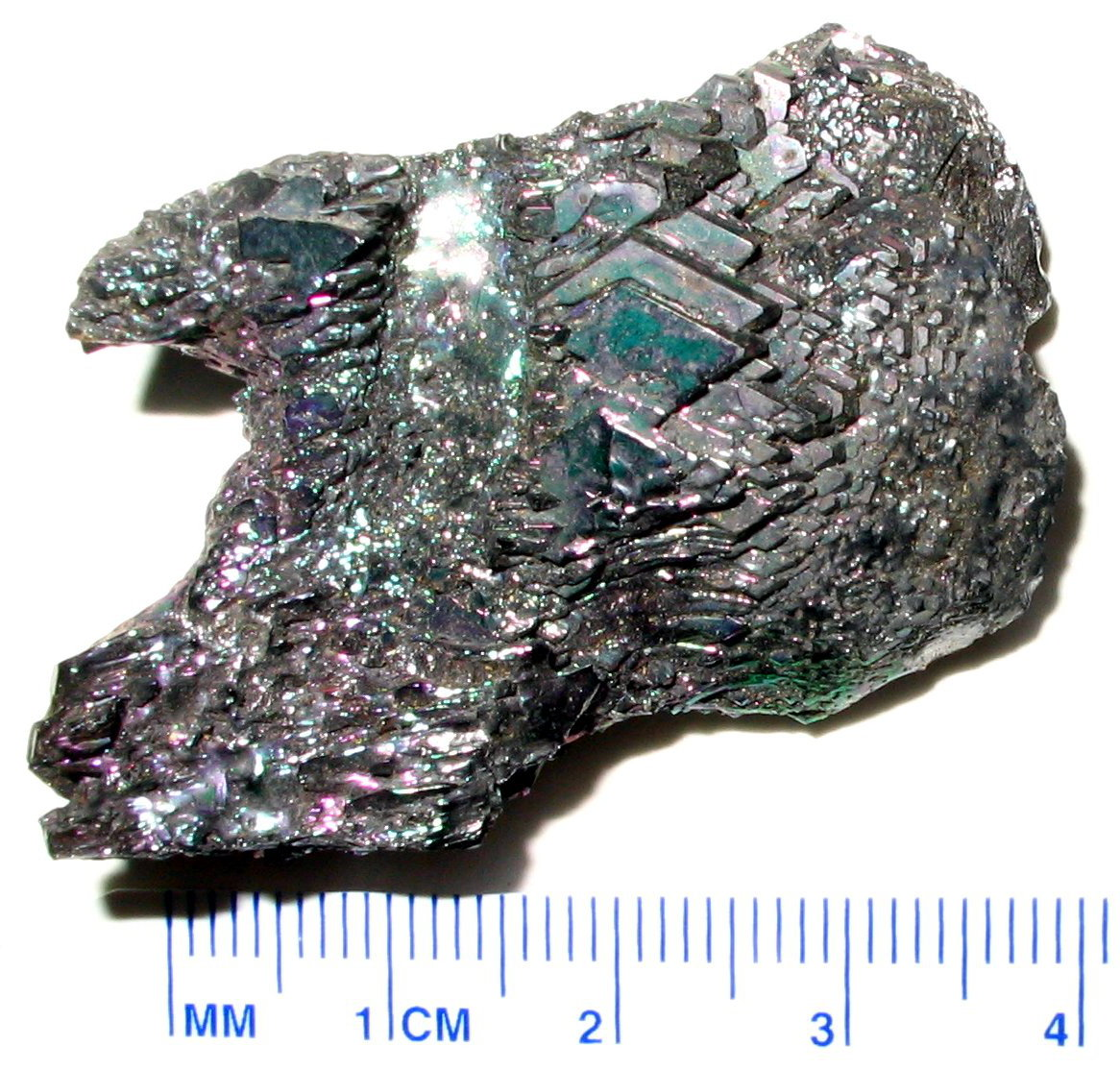
Pezzo di carburo di silicio utilizzato nella produzione dell'acciaio.

SiC viene disciolto nell'altoforno e utilizzato per la produzione di acciaio come combustibile e fornisce l'energia che aumenta il rapporto fra l'acciaio prodotto e i rottami. Può anche essere utilizzato per aumentare le temperature massime e regolare il contenuto di carbonio. 
Il 90% di carburo di silicio è utilizzato dall'industria siderurgica per ridurre l'ossigeno presente nella siviera, come fonte di silicio e carbonio sempre in siviera, come antiossidante all'interno del forno e come additivo nelle scorie sintetiche. Permette di ottenere un acciaio ad elevata purezza. Il carburo di silicio utilizzato come additivo nella produzione dell'acciaio o come combustibile è prodotto in granuli e commercializzato in sacchi.
Tra il 50% e il 65% del carburo di silicio è utilizzato nell'industria siderurgica per la lavorazione di acciaio e rottami di ferro.

### Produzione di armi e armature
Come gli altri materiali ceramici ad elevata durezza (cioè allumina e carburo di boro), il carburo di silicio è utilizzato per produrre armi e protezioni balistiche. Essendo leggero e molto resistente è utilizzato come camicia di alcuni proiettili e inserito sotto forma di piccole lastre all'interno dei giubbotti antiproiettile ad uso militare.

### Supporto di catalizzatori
La naturale resistenza all'ossidazione del carburo di silicio, così come la scoperta di nuovi modi di sintetizzare la superficie nella forma beta, lo rendono utile come supporto di catalizzatori eterogenei. La forma beta è già utilizzata da anni come supporto per i catalizzatori usati nell'ossidazione dei butani a dare, ad esempio, l'anidride maleica.

### Industria automobilistica
Il progresso nel settore dei sistemi frenanti ha prodotto significative innovazioni. Un sensibile salto in avanti è stata l'introduzione dei dischi freno in materiale carboceramico.
Il costo elevatissimo, circa 14.000 euro, di un sistema frenante completo in materiale composito, giustificabile solo su vetture importanti, è dovuto alla complessità del processo produttivo dei dischi, che dura più di una giornata; per realizzare i tradizionali dischi in ghisa grigia bastano invece poche ore. Questo tipo di freno è disponibile solamente a richiesta su Ferrari Enzo e F430, Porsche 911 Turbo, Audi R8 e Lamborghini Murciélago. Nel 2006 la Audi e la tedesca SGL Carbon realizzarono un sistema frenante con dischi in carbonio a costi più accessibili; l'attuale materiale impiegato è una miscela ancora allo stadio di semi-prototipo e quindi suscettibile di ulteriori miglioramenti. L'obiettivo di Audi è di produrre un sistema frenante carboceramico con un costo complessivo di circa 2000 euro. Tra i più interessanti impianti frenanti carboceramici attualmente in produzione si possono citare il Porsche Ceramic Composite Brake (PCCB) adottato dalla Porsche 911 Turbo e il Brembo CCM della Ferrari Enzo.
I dischi in carbonio su vetture stradali sono molto simili a quelli delle Formula 1 e ne rappresentano una diretta evoluzione, ma sotto certi aspetti sono ancora più particolari. I dischi freno delle F1 non si possono trovare sulle auto di serie perché caratterizzati da un'efficienza ridotta alle basse temperature; ciò determina una limitata capacità frenante sino a che non viene raggiunta una temperatura di circa 200 °C. Alle alte temperature, invece, i dischi da corsa garantiscono prestazioni eccezionali, consentendo di raggiungere coefficienti di attrito dell'ordine di 0,68 contro valori di 0,35 delle vetture stradali. La scarsa attitudine dei freni da competizione a garantire frenate sicure a temperature inferiori ai 200 °C (condizione normale nel traffico) ne ha richiesto il perfezionamento per consentirne l'uso su strada.

I freni in carbonio delle vetture stradali consentono un drastico abbattimento degli spazi di frenata e di arresto del veicoli in pochi metri anche a velocità di 200 chilometri orari, conservano stabilità termica e punto di pressione costante per cui il guidatore conosce esattamente come reagiscono ad una determinata pressione del pedale, hanno una resistenza all'usura e una vita utile molto maggiore dei freni tradizionali.
I dischi freno carboceramici hanno una struttura in fibra di carbonio ottenuta con procedimenti tecnologici speciali, successivamente sottoposta a trattamenti con silicio a temperature molto elevate. La costruzione di un disco freno in carbonio si ottiene sottoponendo una miscela composta da fibre di carbonio, opportunamente disposte ed orientate, a forti pressioni all'interno di uno stampo (i valori di pressione e temperatura sono controllati). Al termine di questa operazione si ottiene un particolare già dotato delle canalizzazioni radiali utilizzate per lo smaltimento del calore (si tratta di dischi autoventilanti). Il disco grezzo viene quindi sottoposto ad un processo di carbonizzazione in forno a circa 1000 °C, in presenza di azoto e subisce una serie di lavorazioni che lo trasformano in prodotto finito. Tra le varie fasi di costruzione del disco si annovera anche l'operazione di foratura della superficie frenante con un disegno radiale. La superficie di attrito, forata, offre un'eccellente progressività in condizioni di bagnato (i fori del disco garantiscono la rapida eliminazione del vapore acqueo). Rispetto ai dischi per le vetture di Formula Uno i dischi stradali vengono ulteriormente sottoposti all'applicazione di silicio mediante riscaldamento alla temperatura di 1700 °C; a questa temperatura il silicio diventa liquido e viene assorbito dal disco in carbonio. Il bagno di silicio conferisce al disco in carbonio delle caratteristiche tali da renderlo efficiente anche alle basse temperature. Dopo questa fase, il disco è praticamente finito e viene dotato del mozzo in acciaio che consente di vincolarlo alla ruota.
I dischi dei freni in carbonio e silicio hanno un grado di durezza molto più elevato, una maggiore capacità di lavorare alle elevate temperature e di resistere ai sovraccarichi termici, rispetto ai normali dischi in fusione di ghisa grigia. La dilatazione termica minima fino a 800 °C evita l'insorgere di deformazioni in caso di forti sollecitazioni; il disco in ghisa grigia tende invece a subire una dilatazione termica con conseguente ondulazione della superficie. In tale situazione le pastiglie non hanno più una corretta aderenza al disco e si produce un fenomeno di pulsazione dell'impianto che provoca vibrazioni e riduzione della capacità frenante. I dischi dei freni in materiale ceramico garantiscono, inoltre, una protezione anticorrosione. La risposta dei freni ceramici è molto rapida e precisa sia su fondi asciutti che bagnati e ciò determina una riduzione della forza da applicare sul pedale del freno. Il vantaggio più rilevante di un impianto frenante carboceramico è rappresentato dal peso estremamente contenuto dei dischi che risulta, a parità di dimensioni, essere circa il 50% di quello dei normali dischi in fusione di ghisa. La riduzione del peso, dovuta alla minore densità del materiale ceramico, produce un effetto positivo sulle performance di guida, sui consumi e determina, soprattutto, una diminuzione delle masse non sospese della vettura. Nelle Supercar si ottiene una sensibile riduzione della massa dei freni nonostante il diametro dei dischi in materiale ceramico sia maggiore di quello dei dischi in ghisa (passa da 330 mm a 350–380 mm). Altre caratteristiche fondamentali dei freni carboceramici sono la resistenza al fading, la elevatissima capacità frenante e la durata praticamente quasi illimitata (stimata in circa 300000 km).
Il sistema frenante carboceramico viene fornito come optional e può essere montato anche dopo l'acquisto della vettura, sostituendo i dischi le pinze freno e le pastiglie.
Le pinze freno monoblocco sono realizzate in alluminio; per l'avantreno vengono impiegate pinze a sei pistoncini, mentre al retrotreno si impiegano pinze a quattro pistoni. La Porsche ha utilizzato questo materiale anche per la costruzione della frizione a triplo disco della 911 turbo, garantendo così prestazioni sempre molto elevate anche dopo un lungo impiego in pista del cambio.

## Cultura di massa
- Il carburo di silicio è il materiale utilizzato per il National Design Award, un trofeo rilasciato dal Cooper-Hewitt National Design Museum disegnato da William Drenttel e Jessica Helfand e prodotto da Norton Elettronica.
- Nella serie TV APB i giubbotti antiproiettile utilizzati dalla polizia del 13º distretto sono fatti di carburo di silicio.
- nella popolare serie videoludica Mass effect , il protagonista usa una lama in carburo di silicio per il corpo a corpo .